# سوزان دوروتيا وايت
سوزان دوروتيا وايت (بالإنجليزية: Susan Dorothea White)‏ هي رسامة أسترالية، ولدت في 10 أغسطس 1941.

## وصلات خارجية
- الموقع الرسمي